# Antonio Labonia
Antonio Fernando Labonia (Buenos Aires, 27 luglio 1959) è un ex calciatore argentino, di ruolo centrocampista.
Era soprannominato El Tano (L'Italiano). Tra il 1979 e il 1980 collezionò 5 presenze in Serie A con la maglia della Lazio.

## Palmarès

### Giocatore

#### Club

##### Competizioni giovanili
- Coppa Italia Primavera: 1

Lazio: 1978-1979